# 梨木樹天主教小學
梨木樹天主教小學（英語：Lei Muk Shue Catholic Primary School）是香港一所兼收男女生的全日制小學，位於荃灣區上葵涌梨木樹邨，由天主教香港教區開辦，屬第63校網（即葵青區石籬邨、石蔭邨及安蔭邨和荃灣區梨木樹邨），創立於1975年。現任校監為李家榮先生，校長為戴顯政女士，副校長為陳榮傑先生與劉偉其先生。

## 歷史
梨木樹天主教小學於1975年9月，隨着梨木樹二邨入伙而創辦，是全港首批三座興建時為6層（不包括地下）的「火柴盒」小學之一，主辦團體為天主教香港教區，兼收男女生，創校校長為黃心明先生。第一年只開設上午校一至五年級，翌年增設六年級。
上午校第一屆畢業生於1977年畢業，前食物環境衞生署署長梁卓文，便是上午校第一屆畢業生。同年增設下午校，由高慧明女士擔任下午校首任校長，下午校第一屆畢業生於1979年畢業。
到了1997年，為了配合現代優質教育需要，進行校舍改善工程，加建了一座8層高新翼校舍，新翼已於1998年落成啟用。
1990年代後期，為了跟隨香港教育改革路向，逐漸過渡為全日制，於2002-03年度，正式轉為全日制小學。首屆全日制學生，2003年6月畢業。

## 校訓
榮主愛人、明道修身
秉承天主教的辦學理想，通過全人教育宣揚福音精神。
以信德之光啟發學生，讓他們認識「愛與生命」的價值，從而建立積極人生觀，愛主愛人。
致力為學生提供完善的學習環境，使學生能愉快及舒適地學習。
抱著有教無類的精神，透過「德、智、體、群、美、靈」的培育，使學生成為良好的公民，貢獻社會。

## 校政管理

### 歷任校監
- 劉玉亭神父[1]
- 李家榮先生

### 歷任校長
- 黃心明先生：1975－1991年（上午校）創校校長
- 高慧明女士：1991－1992年（上午校）、1976－1991年（下午校）
- 李美蓉女士：1991－1994年（下午校）
- 陸福娣女士：1994－1996年（下午校）
- 阮福蘭女士：1996－1999年（下午校）
- 吳麗蓉女士：1999－2002年（下午校）[2]
- 高  明先生：1992－2002年（上午校）、2002－2003年（全日制首任校長）[1]
- 梁潔河女士：2003－2010年（全日制；原秀茂坪天主教小學上午校末任及首任全日制校長）
- 周偉強先生：2010－2016年（全日制）
- 侯麗珊女士：2016－2021年（全日制）
- 陳寶怡女士：2021–2024（全日制）
- 戴顯政女士：2024 －現在（全日制）

## 班級架構
梨木樹天主教小學在校學生（小一至小六）約600人，分佈於24個班別。

## 校內組織
法團校董會
李家榮校監、陳永超神父、陳寶怡校長、汪才生執事、容偉鴻先生、戴凱倫女士、莊璟珉博士、譚俊威先生、王澤純女士、伍麗英女士、梁以豪先生、教師校董孫偉雄先生、家長校董曾文健先生、校友校董羅韻思女士等。
校董教師諮議會
家長教師會
於2000年成立，每兩年由全校家長投票選出新一屆執委會，成立至今已是第十二屆，現任主席是張妙怡女士，副主席是黃梓穎女士。
校友會
於2007年7月14日成立，每兩年一屆選出執行委員與監察委員，籌委會及首任主席為黎百明先生，現任主席是彭頴聰先生，監委會主席是徐家誠先生。

## 校外聯繫
與廣州市番禺區市橋北城小學締結為姊妹學校，共同推動粵港兩地基礎教育的交流與合作。
聯繫中學
長沙灣天主教英文中學、天主教郭得勝中學、荃灣聖芳濟中學、荔景天主教中學、石籬天主教中學、屯門天主教中學

## 著名校友
- 梁卓文：前食物環境衞生署署長，現任商務及經濟發展局常任秘書長 (通訊及創意產業) (1977年畢業)
- 梁柏偉：香港教育局總課程發展主任 (1980年畢業)
- 葉珮珊：英國廣播公司記者 (1982年畢業)
- 賴文輝：前荃灣區議員，香港足球史學會副會長，著作有《香港十大名將》、《簡明香港足球史》 (1982年畢業)
- 黃定康：前炮台山循道衛理中學校長，現任棉紡會中學校長 (1984年畢業)
- 李伊瑩：九龍真光中學校長 (1985年畢業)
- 王夢貞：香港著名皮膚專科醫生 (1986年畢業)
- 簡慧芝：前香港寬頻與亞洲電視記者 (1995年畢業)
- 盧均宜：2012年香港足球先生 (1996年畢業)
- 吳學斌 (藝名：司勳)：香港電台第二台 DJ
- 江𤒹生：香港男子跳唱組合MIRROR成員，男歌手(2004年畢業）
- 高浩然：縱橫二千集團總裁（1982年畢業）

## 資料來源
1. 1 2  家庭與學校合作事宜委員會. . 2000  [2023-01-15]. 原始内容存档于2001-04-24.
2. ↑  家庭與學校合作事宜委員會. . 2000  [2023-01-15]. 原始内容存档于2001-04-24.
3. ↑  . 小巴薈.   [2020-02-22]. （原始内容存档于2018-07-03）.
4. ↑  . 小巴薈.   [2020-02-22]. （原始内容存档于2018-07-03）.

## 外部連結
- 梨木樹天主教小學 官方網站 （页面存档备份，存于）

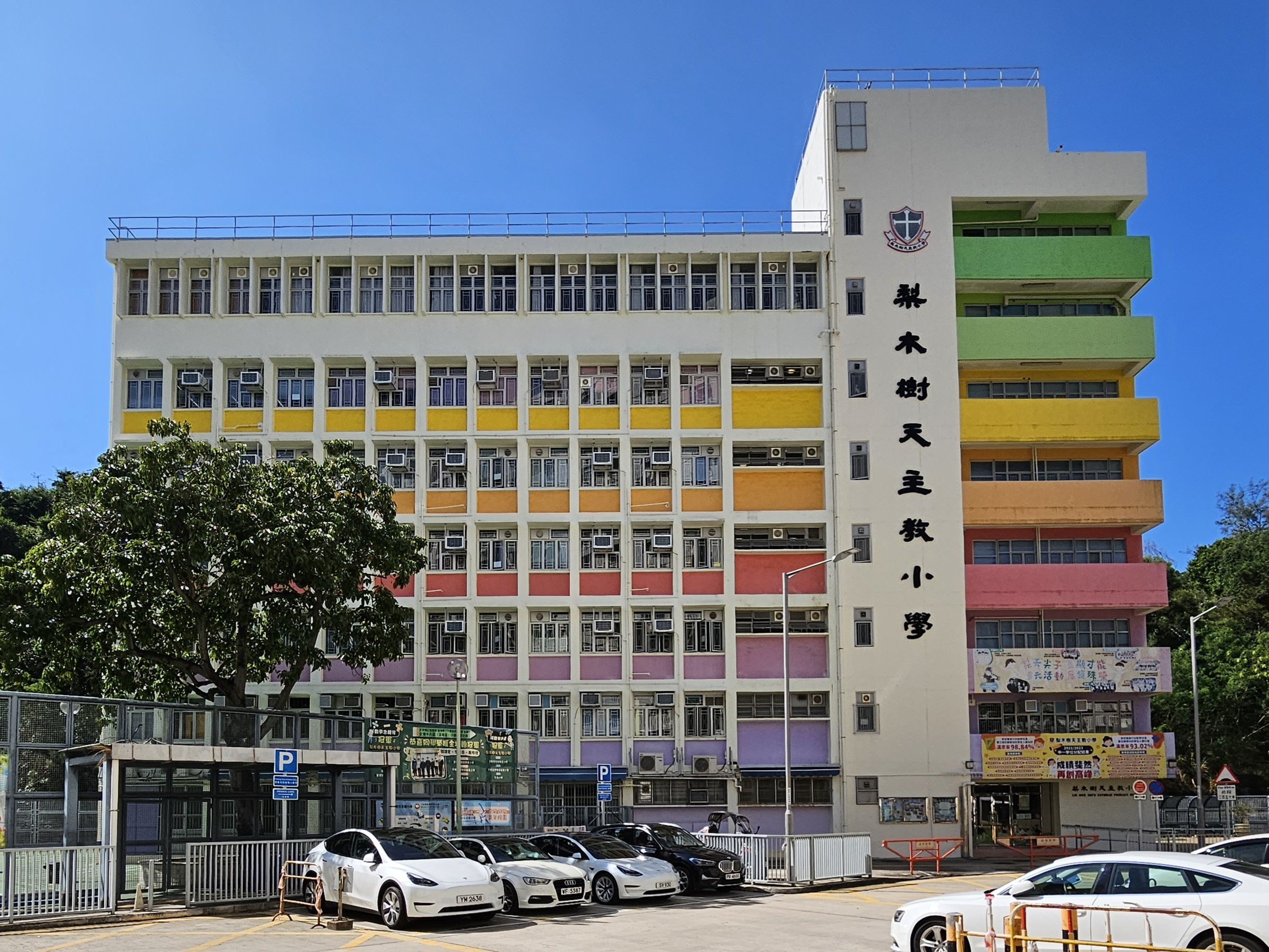
梨木樹天主教小學

- 梨木樹天主教小學Lei Muk Shue Catholic Primary School Facebook 官方專頁